# Welkom (película)
Welkom es una película uruguaya de 2015. Dirigida por Rodrigo Spagnuolo y Lucía Fernández, es una comedia de suspenso protagonizada por Hugo Piccinini, Christel Oomen, Augusto Mazzarelli y Leo Maslíah.

## Sinopsis
Aníbal (Piccinini), un productor audiovisual en crisis, recibe en Montevideo a Sarah (Oomen), la productora de un programa holandés sobre viajes. Los problemas emocionales que ambos ocultan, sumados a una vieja deuda de Walter (tío de Aníbal), con delincuentes locales, amenazan con arruinar la estadía de Sarah en la capital uruguaya.
Esta es una película de ficción que trata el tema de la delincuencia organizada y de la trata de personas en Uruguay.